# Strażnica WOP Dziwnów
Strażnica Wojsk Ochrony Pogranicza Wald/Dziwnów – zlikwidowany podstawowy pododdział graniczny Wojsk Ochrony Pogranicza pełniący służbę graniczną na granicy morskiej.

Strażnica Straży Granicznej w Dziwnowie – zlikwidowana graniczna jednostka organizacyjna Straży Granicznej realizująca zadania bezpośrednio w ochronie granicy państwowej.

## Formowanie i zmiany organizacyjne
Strażnica została sformowana w 1945  w strukturze 16 komendy odcinka Trzebiatów jako 77 strażnica WOP (Wald) o stanie 56 żołnierzy. Kierownictwo strażnicy stanowili: komendant strażnicy, zastępca komendanta do spraw polityczno-wychowawczych i zastępca do spraw zwiadu. Strażnica składała się z dwóch drużyn strzeleckich, drużyny fizylierów, drużyny łączności i gospodarczej. Etat przewidywał także instruktora do tresury psów służbowych oraz instruktora sanitarnego.
Sformowane strażnice morskiego oddziału OP nie przystąpiły bezpośrednio do objęcia ochrony granicy morskiej. Odcinek dawnej granicy polsko-niemieckiej sprzed 1939  od Piaśnicy, aż do lewego styku z 4 Oddziałem OP ochraniany był przez radziecką straż graniczną wydzieloną ze składu wojsk marszałka Rokossowskiego. Pozostały odcinek granicy od rzeki Piaśnica, aż po granicę z ZSRR zabezpieczała Morska Milicja Obywatelska.
Od 15 marca 1954 wprowadzono nową numerację strażnic. Strażnica II kategorii otrzymała numer 74 .
W 1956  rozpoczęto numerowanie strażnic na poziomie brygady. Strażnica Dziwnów I kategorii była 1 w 15 Brygadzie Wojsk Ochrony Pogranicza.
Rozkazem organizacyjnym dowódcy WOP nr 0148 z 2.09.1963  przeformowano strażnicę WOP nr 1 Dziwnów na strażnicę nadmorską kategorii II.
W 1965  rozformowany został batalion portowy WOP Świnoujście, a strażnicę Dziwnów podporządkowano bezpośrednio pod sztab Brygady. 
W 1968  powtórnie sformowano batalion nadmorski WOP Świnoujście. Strażnica weszła w jego skład.
Strażnica WOP Dziwnów do 15 maja 1991  była w strukturach Pomorskiej Brygady Wojsk Ochrony Pogranicza .
Straż Graniczna:
16 maja 1991  po rozwiązaniu Wojska Ochrony Pogranicza, strażnica Dziwnów weszła w podporządkowanie Pomorskiego Oddziału Straży Granicznej w Szczecinie i przyjęła nazwę Strażnica Straży Granicznej w Dziwnowie.
Na podstawie zarządzenia nr 017 Komendanta Głównego Straży Granicznej z 12 marca 1992  przeformowano Pomorski Oddział SG wg etatu nr 44/039 i 2 czerwca 1992  Strażnica SG w Dziwnowie przeszła w podporządkowanie komendanta Morskiego Oddziału Straży Granicznej w Gdańsku .

## Ochrona granicy
W 1963  rozformowano Strażnicę WOP Świnoujście-Port i Strażnicę WOP Świnoujście-Wybrzeże, a ochraniany odcinek granicy państwowej przejęła Strażnica WOP Międzyzdroje nadmorska. Natomiast Strażnica WOP Dziwnów nadmorska przejęła część odcinka Strażnicy WOP Międzyzdroje. Tym samym rozkazem zorganizowano GPK Świnoujście-Port.
Na ochranianym przez Strażnicę WOP Dziwnów odcinku, funkcjonowało przejście graniczne uproszczonego ruchu rybackiego Międzywodzie, obsługiwanie było przez załogę strażnicy.

## Strażnice sąsiednie
- 76 strażnica WOP Nowa Wieś ⇔ 78 strażnica WOP Nowe Śliwno − 1946.

## Dowódcy strażnicy
- chor. Jerzy Styczek[2] (był .10.1946)[h]
- Tadeusz Kwieciński (12.08.1949–20.09.1949)[14]
- ppor. Walenty Szymański (był w 1949)
- por. Zenon Łaski (do 1953)
- por. Ludwik Jarzynka (1953–1963)
- kpt. Józef Stępień (1963–1966)
- kpt. Jan Dąbrowski (1966–05.1979).